# Attert
Attert (in lussemburghese Atert, in vallone Ater) è un comune della Vallonia (Belgio) situato nella provincia del Lussemburgo.
Il comune ha la particolarità di avere i nomi delle strade sia in francese che in lussemburghese.

## Sport
Nel comune di Attert ci sono due squadre di calcio. L'As Nothomb-Post e SC Tontelange. I due club militano attualmente nella terza serie provinciale e sono in associazione con il club di Martelange.

## Geografia fisica
Il Parco Naturale della Valle dell'Attert è ufficialmente esistente dal 1994 e rappresenta il terzo parco naturale della Regione Vallonia, nonché il primo nella provincia di Lussemburgo.

## Sezioni del comune
Attert, Nobressart, Nothomb, Thiaumont e Tontelange

## Altre località
Almeroth, Grendel, Heinstert, Lischert, Luxeroth, Metzert, Parette, Post, Rodenhoff, Schadeck, Schockville

## Galleria d'immagini

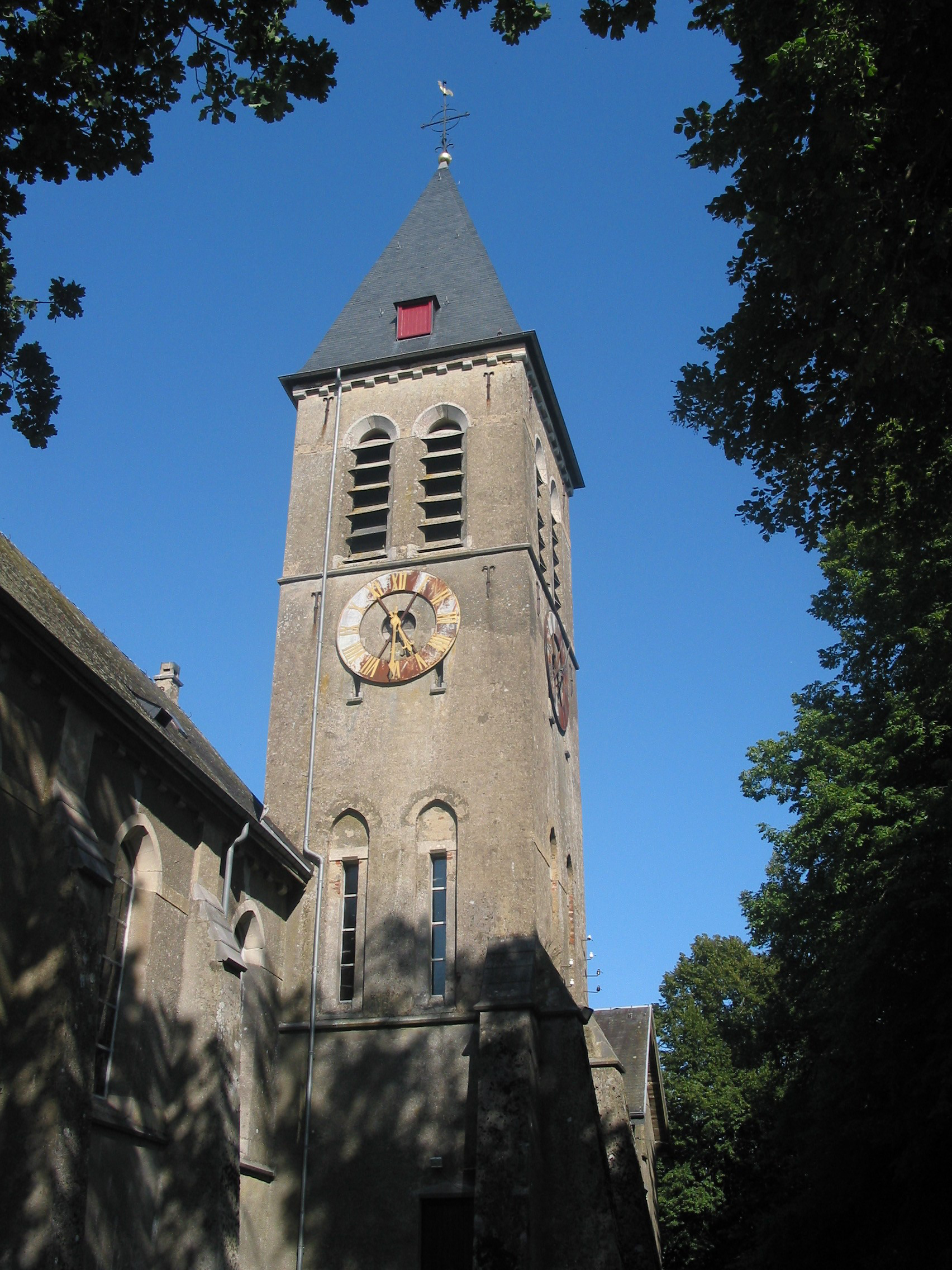
La chiesa di Santo Stefano
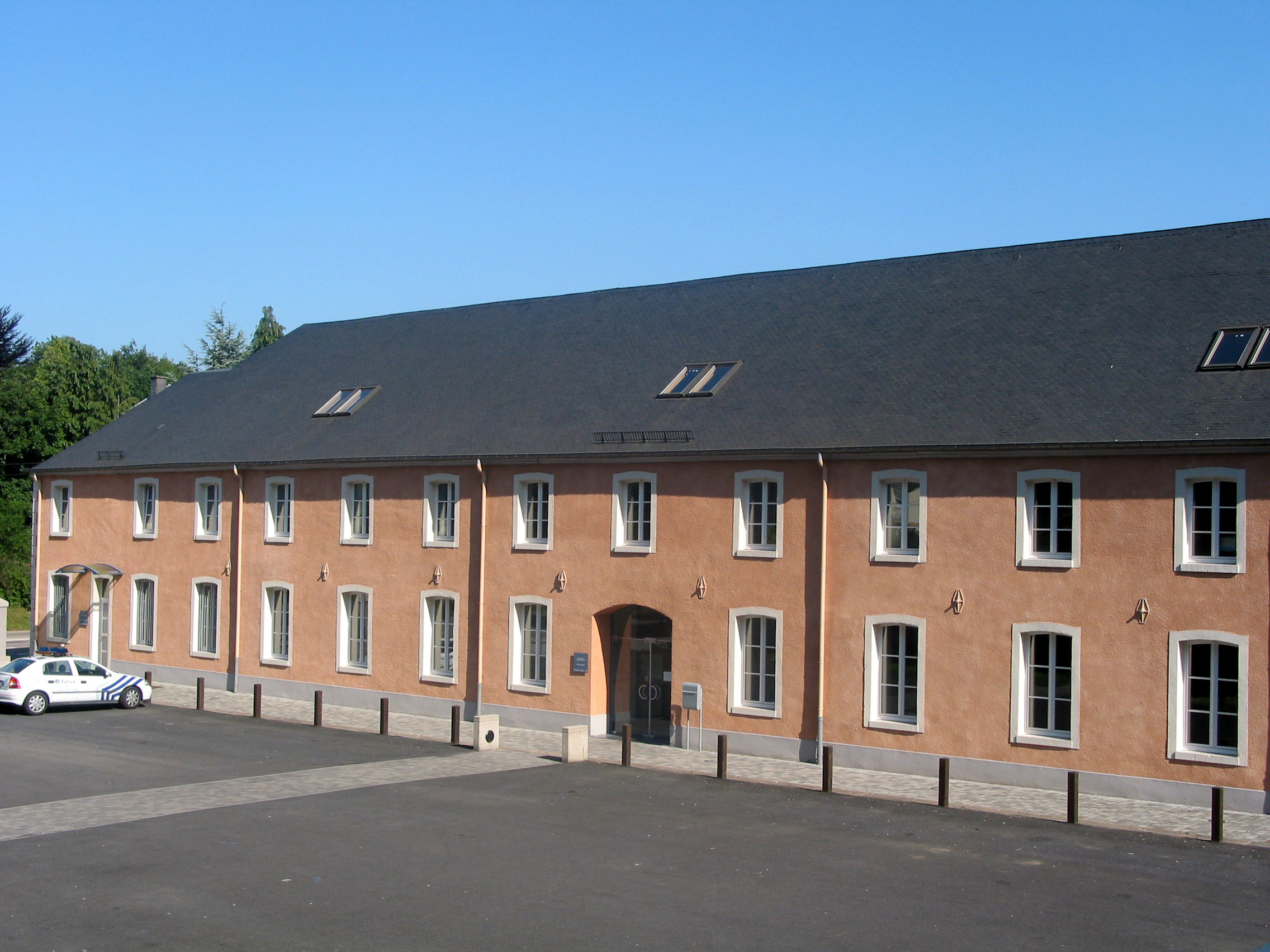
La casa comunale